# Мечтать
Мечтать - російська рок-група. Найбільш відома завдяки пісні «Лётчик» з однойменного альбому.
Спочатку колектив називався «Гаер Жорж». Групу створили два студенти Миколаївського інституту кораблебудування - Олег Пругло та Олег Горшков. Пругло став ударником, а Горшков писав музику, вірші, грав на гітарі і виконував пісні.
В 1995 у сформувався остаточний склад групи, продюсером колективу став Олександр Шульгін, назва помінялася на «Мечтать». З'являється відео на пісню «Лётчик». 20 грудня 1996 а на лейблі Becar Records вийшов однойменний альбом, що включав у себе 14 пісень, на пісні "Тук-тук", "Февраль" і "Вижу сны" згодом були зняті кліпи. Платівка мала великий успіх у публіки і позитивні відгуки музичних критиків.
Проте в 1999 році група припиняє діяльність через конфлікт з продюсером. Колектив фактично розпадається через неможливість більш давати концерти і записувати пісні, так як всі права на композиції, кліпи і назва групи належить Шульгіну. На той момент новий альбом був практично готовий, але «Лётчик» залишається єдиним у дискографії групи на довгі роки. Після, ще протягом декількох років, на різних збірниках виходять деякі пісні, наприклад, в 1999 році пісня «Розовый сок» увійшла до збірки «Нашествие. Шаг 2».
У 2008-му році шанувальники групи, що знайшли Горшкова на сайті Одноклассники.ru, пишуть йому на сторіночку і просять повернутися. Олег, довгий час не займався музикою і який писав пісні «в стіл», піддається на вмовляння і повертається на сцену з новим матеріалом. В 2008-му році він збирає новий склад. Перший концерт оновленого колективу відбувся в московському клубі «16 тонн» 6 червня 2008 року. У залі був аншлаг. Через деякий час Олег дає ще декілька концертів у московських клубах і заявляє про швидкий вихід нового альбому, який, за його словами, так і не вийшов у 90-ті. Платівка з'являється в продажу 28 лютого 2010 року і отримує ім'я «Время Мечтать». Майже відразу після її виходу музиканти знову відправляються в студію, де ведуть запис третього альбому.

## Дискографія
- 1996 - Лётчик
- 2010 - Время Мечтать